# 则天文字
则天文字或则天新字，也称武后新字，是中国历史上武周的皇帝武则天所创造的新汉字的总称，在今天看来属于异体字范畴。按照汉字的六种构造条例——六书来划分，这些字都属于象形和会意字。

## 概述
武则天代唐為周，除了改服易帜、频繁改元、变更职官名称外，迷信文字具有統治思想的力量，所以发明了一些全新的文字，替代原有的文字，以除旧佈新、建立權威，后世称为「则天文字」。
则天文字不純粹憑空创造，也有依托古字而改，例如「天」被改成了，就是利用了「天」字的篆书，表明武则天效法古代先贤，有「法古」之意；但更多的是全新創造，强调了她发动的是一场革命（参看武周革命），不但在政治上革了李唐王朝的命，在文化上也要革命，所以要「自我作古」，创造一个全新的时代。
关于则天文字究竟有多少个，由于武则天命人所作的、收录有所有则天文字的《字海》已经失传，因此历来众说纷纭，有12个、16个、17个、18个、19个和21个等之说，而目前有记载的则天文字则有30个（參見下方文字列表一節）。因为有些单字的新写法有两种，或者因为印刷、手写不同而产生错误，形成变体字，按原字则算1个字，按新字则算2个字或更多，所以造成了统计的不同。
则天文字在全中国僅通行十五年，虽然字并不是很多，但都是常用字，所以造成了一定的混乱。文物鉴定上也常常以则天文字的出现视为武周时期的一个特有现象。随着女皇帝的退位，神龙元年二月初四甲寅日（705年3月3日）唐中宗复国号为大唐，武周王朝告终，原字恢复，则天文字虽未被立刻废止，但由于书写困难，渐渐被人们淡忘，最终停止使用。然而，由于武则天的影响力，則天文字不但在中國本土流傳開來，還傳到国外去。

## 发展

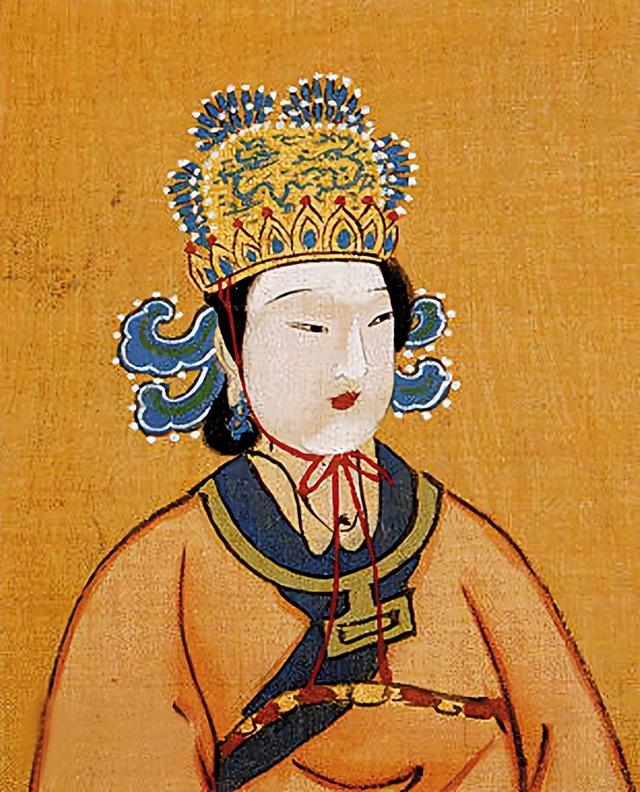
大周女皇帝武曌

### 创制与颁行
据《新唐书》和《资治通鉴》等史书记载，这套文字并不是武则天本人亲自发明，而是授意其表外甥宗秦客所造。
起初颁布通行的则天文字只有12个，即：
| 照 | 天     | 地 | 日     | 月 | 星 | 君                 | 臣     | 载     | 初     | 年                 | 正     |
| -- | ------ | -- | ------ | -- | -- | ------------------ | ------ | ------ | ------ | ------------------ | ------ |
| 曌 | （𠀑） | 埊 | （𡆠） | 囝 | 〇 | 则天文字之“君”正字 | （𢘑） | （𡕀） | （𡔈） | 则天文字之“年”正字 | （𠙺） |

其中「（𡕀）」、「（𡔈）」二字合成了新年号「载初」的全新字形。武则天以临朝稱制的大唐皇太后身份颁布的《改元载初敕》中说：
| “ | ……朕宜以曌为名……特创制一十二字，率先百辟，上有依于古体，下有改于新文，庶保可久之基，方表还淳之意。…… | ” |

从此，武氏的名字由武媚改为武曌，而为了避讳，把诏书（诏发音同照和曌）改为制书。同时，废帝庐陵王（即唐中宗李哲）的长子李重照（曌同照）为了避祖母武曌的名讳，改名李重润。同年正月初八丁亥日（689年12月25日），则天文字正式颁布通行。
而《旧唐书·艺文志》也有类似的记载，说武后（即武则天）著字海百卷，创造了不少新字，所以叫“武后新字”或“则天文字”。

### 传播与新增
载初元年（690年）七月，圣母神皇武曌的洛阳白马寺住持薛怀义和尚献上为《大云经》所作的注解（即《大云经疏》），神皇便将则天文字援引入内，将经和经疏内的原字换成新字，并在全国各地颁布发行。《大云经》中有「弥勒降生」、「女子为王」的内容，《大云经疏》更注解说，神皇武曌即弥勒菩萨降生，当以女身取代李唐王朝，成为女皇帝和全天下之主。《大云经》和《大云经疏》是武曌利用佛教为其称帝做舆论准备的重要工具，在全国广为流传，则天文字也随之更广泛地传播开来。
载初元年九月初九壬午日重阳节（690年10月16日），神皇武曌称帝，改元天授。在天授年间，又出现了「授」字的则天文字——「（𥠢）」，而本来「天」字已经改为则天文字——「（𠀑）」了，这样年号中的两个字都成了则天文字；改元证圣后，又把「证」、「圣」二字改为「（𤪉）」、「（𨲢）」，也都成了则天文字；证圣元年（695年）六月后，出现了「圀」字取代原来的「国」字；年间（698年），又出现了「（𤯔）」字取代原来的「人」字。这样，加上原来的十二个则天文字，总共便有十七个则天文字。至于其他四个则天文字，有学者认为是以讹传讹，也有学者认为确有其事。

### 使用与废止
则天文字在武则天称帝期间的十五年（690年—705年）中得到了广泛使用，很多石刻、碑帖、佛经等都有则天文字的身影，现存的武周时期的碑刻、墓志铭等都充分证明了这一点。
唐中宗复辟后，曾一度颁布制书，将所有制度都恢复到已故父皇唐高宗永淳以前，则天文字当然也停止不用了。但是不久，武三思等前武周皇族就展开反击，勾结韋皇后和上官婉儿，将发动五王政变推翻女皇的张柬之等五位重臣（即五王）悉数诬告杀害，使武氏家族再次控制了大唐的朝廷，而且权势比武则天在世时更盛。这时，时任左补阙的权若讷上奏中宗，称则天文字仍是武则天的伟大创举，让它们保存下来可以体现出皇帝对已故母后的孝心。看到奏报后，中宗特地颁布制书予以嘉奖权若讷，并保留了母后所造的则天文字。以后一直到唐文宗开成二年（837年）十月，才再次颁布诏书，废除则天文字，一律改用本字。这样，则天文字在武则天逝世后，实际又沿用了132年，总共通行了近150年。
但是由于武则天的影响很大，她所创造的新字也流传甚广，群臣的奏章和天下的书籍都使用新字，大家对于新字的使用已经习惯，并非一纸诏书可以革除的，因此在正式废除新字以后，仍有不少书籍使用新字，又过了百余年后才销声匿迹。宋代以后，已经没有人使用则天文字了，以至于宋代人对于它们的演变发展过程也知之甚少。

## 文字列表
| 原字 | 新字 | 新字放大           | Unicode | 释义 |
| ---- | ---- | ------------------ | ------- | --- |
| 照   | 曌   | 则天文字之“照”一   | U+66CC  | 同“照”，意为“日月当空”，是武则天的名字。该字是则天文字中最有名的一个，因为它是武则天的名字，伴随着女皇帝而永留青史。该字从“明”从“空”，代表了武则天如在天空中的日、月一般光明普照万物。而“日”为阳，代表男人、雄性；“月”为阴，代表女人、雌性；又象征着武则天的统治是阴阳调和的，不但是所有女人的皇帝，也是所有男人的皇帝；武则天以此字为名，也表示她刻意淡化自己的女性身分，为自己的称帝和统治披上正统、合法的外衣。 |
| 照   | 瞾   | 则天文字之“照”二   | U+77BE  | 同“照”，意为“双目当空”，常与“”字相混作为武则天的名字，但不知武则天的名字究竟是哪个字。该字从双“目”从“空”，有“目空一切”之意。不过后世也有人认为武则天名字是上一个“”字而不是这个字，甚至认为是误写或者是为了避武则天的名讳故意写错。 |
| 天   | 𠑺   | 则天文字之“天”一   | U+2047A | 同“天”，是根据“天”字的篆书而改。详细解释见下一个“”。 |
| 天   | 𠀑   | 则天文字之“天”二   | U+20011 | 同“天”，和上面一个“”一样，是根据“天”字的篆书而改。两个字的手写体是一样的，都是“”字，之所以会出现两种不同写法，是因为在后世书面的印刷体由于印刷字板的雕刻者雕刻不同而有异或者是手抄的问题，实际仔细研究，就会发现两个字其实是一个字，只不过笔画长短、位置摆设稍有不同罢了。 |
| 地   | 埊   | 则天文字之“地”     | U+57CA  | 同“地”，意为“山、水、土”，代表大地是由山、水和土所组成。此字非武则天首创，但久已不用，则天文字颁布后和其他字一并通行。 |
| 日   | 𡆠   | 则天文字之“日”     | U+211A0 | 同“日”，“囗”中的“乙”代表中国神话中的太阳神鸟——金乌。实际该字的手写体是“〇”中一个“乙”而不是“囗”中一个“乙”，即“”字，也是根据“天”字的篆书而改。后世为了雕刻印刷字板方便，把圆改为方。 |
| 月   | 囝   | 则天文字之“月”一   | U+56DD  | 同“月”，“囗”代表月圆之形，“子”代表中国神话中月亮上的广寒宫裡的玉兔或金蟾。一般的“月”字都用这个字代替，因为月圆代表圆满，比较吉利，少部分“月”字用下一个“”字代替。現時该字和「仔」字相通。見囝囝。起初寫法為“〇”內有「卐」，後來才演變了。 |
| 月   | 𠥱   | 则天文字之“月”二   | U+20971 | 同“月”，“匚”代表月缺之形，“出”代表中国神话中月亮上的广寒宫裡的玉兔或金蟾。该字不太常用，一说代表残月，不吉；一说同“”字（则天文字之“生”字），是变体。 |
| 星   | 〇   | 则天文字之“星”     | U+3007  | 同“星”，代表圆形的星球，完全是一个象形字。和甲金文“员”和“圆”的初文同形，甲金文“圆”初文被用作“袁”、“睘”等字的声符。现在该字被用为数字“零”的同义字，如公元2000年，汉字可以写作“二〇〇〇年”。 |
| 君   | 𠺞   | 则天文字之“君”正字 | U+20E9E | 同“君”，意为“天大吉”，指武则天为君乃天赐大吉，亦涵天下大吉之意。改字后常被下一个“”字所代替。 |
| 君   | 𠁈   | 则天文字之“君”一   | U+20048 | 同“君”，是上一个“”字的变体，而且更常用，大概是后来手抄和印刷问题。 |
| 君   | 𠱰   | 则天文字之“君”二   | U+20C70 | 同“君”，是上一个“”字的变体，也是由于印刷字板的雕刻不同和手抄问题所导致。 |
| 臣   | 𢘑   | 则天文字之“臣”     | U+22611 | 同“臣”，意为“一忠”，代表做臣子的对君主要忠心如一。 |
| 除   | 𠀺   | 则天文字之“除”     | U+2003A | 同“除”，意为“天兴”，代表上天让女皇帝武则天兴起是为了除旧布新，铲除一切苛政、弊政，创造一个新的世界。 |
| 载   | 𡕀   | 则天文字之“载”正字 | U+21540 | 同“载”，仔细观察可以发现，其实就是把原来的“載”字稍微变化一下。该字常被写为下一个“”字，为印刷字板雕刻和手抄问题所致。 |
| 载   | 𠧋   | 则天文字之“载”     | U+209CB | 同“载”，是上一个“”字的变体，而且反而更为常用，为印刷字板雕刻和手抄问题所致。 |
| 初   | 𡔈   | 则天文字之“初”     | U+21508 | 同“初”，从“天”从“明”从“人”从“上”，意谓上天光明，照耀人间土地。 |
| 年   | 𠡦   | 则天文字之“年”正字 | U+20866 | 同“年”，意为“千千万万”，取大周帝业千千万万年之意。惟此字收入unicode时给出的字组成是“千千力力”，不过“千千力力”没有意义，大概借“千”的一横成“万”，或说这个“力”字乃是“卐”字变体，也读“万”。该字后简化为下一个“”字。 |
| 年   | 𠦚   | 则天文字之“年”     | U+2099A | 同“年”，是上一个“”字的简写，少了一横。 |
| 正   | 𠙺   | 则天文字之“正”     | U+2067A | 同“正”，古文为“”字（同“王”），武则天把它稍加变化，借为“正”字。 |
| 授   | 𥢓   | 则天文字之“授”一   | U+25893 | 同“授”，是下一个“”字的变体，而且更为常用。 |
| 授   | 𥠢   | 则天文字之“授”二   | U+25822 | 同“授”，武则天改“”字（古文“授”字）而成的新字，常被上一个“”字的所代替，也是印刷和手抄问题导致。 |
| 证   | 𤪉   | 则天文字之“证”正字 | U+24A89 | 同“证”，意为“永主久王”。该字常被下一个“”所替代。 |
| 证   | 𨭻   | 则天文字之“证”     | U+28B7B | 同“证”，是上一个“”字的变体，意亦为“永主久王”，该字左上的“求”字是“永”字变体，右上的“全”字是“主”字变体，下部的“金”字是“久”、“王”二字合体。 |
| 圣   | 𨲢   | 则天文字之“圣”     | U+28CA2 | 同“圣”，此字有多种写法：「𨲢」、「𨲣」或者「𰿓」，意为“长正主”，代表圣神皇帝武则天是长久的正统的君主。此处取其中一种写法，该字的左半边“镸”是“長”的异体字，右上角的“”字（古文“王”字）是则天文字之“”字的原字，被武则天借为“正”字。 |
| 国   | 圀   | 则天文字之“国”     | U+5700  | 同“国”，意为“八方土地”。原字“國”中的“或”通“惑”，不吉，遂改；最初的拟定的新字是“囗”中加武则天的姓“武”字，即“”字，代表武则天居中治国；但有人说像是把武则天给围困起来了，也不吉，就再改为“囗”中“八方”。 |
| 人   | 𤯔   | 则天文字之“人”     | U+24BD4 | 同“人”，意为“一生”，指人只有一生。 |
| 幼   | 𢈗   | 则天文字之“幼”     | U+22217 | 同“幼”。 |
| 生   | 𠤵   | 则天文字之“生”     | U+20935 | 同“生”。 |
| 应   | 𠩍   | 则天文字之“应”     | U+20A4D | 同“应”。 |

## 日月当空“曌”
“曌”作为则天文字中最出名的一个，其意义在千百年来一直指武则天一人，成为了女皇帝的标志之一，然而对于它的来历，则众说纷纭。
- 日月当空为曌：最普遍的说法。
- 改照为曌：有学者指出，武则天本名武照，所以后来改为同音字“曌”，但此说缺乏根据，虽然“曌”的原字就是“照”，但没有证据表明武则天本名为武照。
- 明空为曌：有学者指出，武则天本名武约，字明空，或者本名就叫武明空[40]，或者她出家时法号明空，所以后来把“明”、“空”二字合在一起成为“曌”字，此说较为合理，且有证据，但终是一家之言。
- 日月子女为明：有学者追究日、月的来历，发现武则天最宠爱的小儿子唐睿宗和小女儿太平公主与其名“曌”上半部的“明”有关。因为唐睿宗本名李旭轮，后改名李旦，都和“日”有关；而太平公主名李令月[41]与月有关（但是太平公主是否名为令月亦有争议）；“日”、“月”合而为“明”。但这也是一家之说，更有人用此说反证太平公主名令月。
- 其他：中國中央電視台首播的电视连续剧《大明宫词》中描绘术士明清远（以历史上的真人明崇俨为原型）将“曌”字献给当时还是唐高宗皇后的武则天，暗示助其称帝[42]。

## 更改“国”字的传说
据《朝野佥载》所载，天授年间，已经成为女皇帝的武则天喜欢改造旧字成为新字，但又多有忌讳。有一个幽州（治所在今北京市西南）人叫寻如意，向女皇呈上了一封信，上面写到：“‘國’字里面是‘或’，而‘或’是天下大乱的象征。请在‘囗’中安上陛下的姓‘武’字来镇住它。”女皇大喜，发下制书立即执行，即改为。过了一个多月，又有一人向女皇呈上一封信，上面说：“‘武’退在‘囗’中，与‘囚’没什么差别，非常不吉利。”女皇大惊，立即追归制书，又把“囗”中的“武”改为“八方”，即为“圀”。但是这么一改仍然没解决根本问题。后来，中宗复辟，果然把武则天幽禁在上阳宫，而“上阳”二字就是“照临八方”的意思，武则天搬起石头砸自己的脚，终究逃不出被囚禁的命运，成为后人的笑柄。
这则传说虽然很动听逼真，但却没有多少根据，因为据考证，“圀”字的出现是在证圣年间，而不是在天授年间。

## 应用举例
注意：粗体字代表原字和则天文字的比较。

- 天册金轮圣神皇帝（𠀑冊金輪𨲢神皇帝）：

注：天册金轮圣神皇帝是武则天的尊号之一，此写法见于武则天亲书的《升仙太子碑》。
- 证圣元年九月九日（𨭻𨲢元𠦚九囝九𡆠）：

注：证圣是武则天的年号之一。
- 天授二年正月初一（𠀑𥢓二𠦚𠙺囝𡔈一）：

注：天授是武则天的年号之一。
- 君臣佳天地（𠁈𢘑佳𠀑埊）：

注：这句话见于五代詹敦仁《复留侯从效问南汉刘岩改名龑字音义》。

## 影响

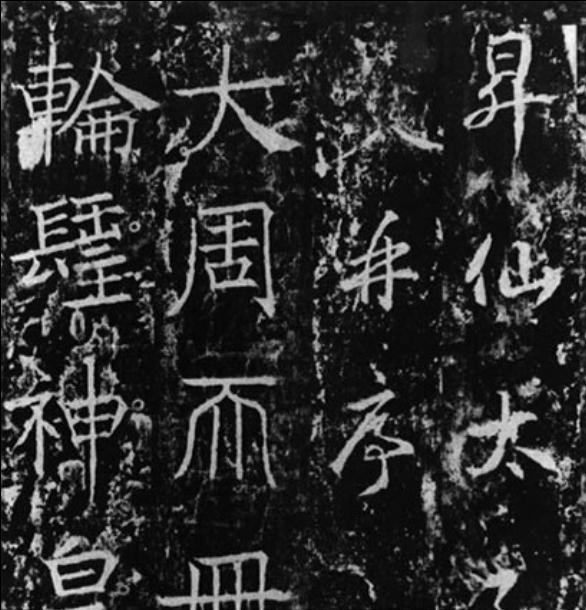
《升仙太子碑》局部

虽然唐王朝的诏书通告天下废除则天文字，但实际上这些文字仍然在各地使用，流传很广，说明武则天的统治是非常有效的，尤其是河西走廊（在今甘肃省）和西域（今天的新疆、中亚）等边境地区，大约沿用了二百多年（则天文字在全国通行15年不到），比如在敦煌，就发现了大量以则天文字撰写的佛经，其中就包括早已失传的《大云经》和《大云经疏》，为学者们研究则天文字提供了宝贵的素材。
部分则天文字还传到日本、韩国，甚至成为某些日本人的人名用字，如江户时代的大名和主修《大日本史》的著名历史学家德川光国（徳川光國）就根据则天文字中的“圀”字改名为“德川光圀”，因為他認為「國」字裡的「或」字通「惑」，不吉，所以要改名。而为德川光圀剃度的本国寺也因此改名为本圀寺。这样，“圀”字便成为日本最有名的则天文字。
则天时期的碑刻传世很多，最有名的是她亲笔书写的《升仙太子碑》，被誉为“千古美文”，其中就有很多则天文字；如右图该碑的拓片局部所示，其中“大周天册金轮圣神皇帝”（武则天当时的尊号）中的（则天文字之“天”字）、（则天文字之“圣”字）二字就是则天文字。而收藏有大量唐代墓志石刻的千唐志斋石刻也刻载了许多则天文字，是汇集则天文字的宝库。
武则天以后，南汉的开国君主刘岩也学她改字，创造了字，意为“飞龙在天”，并作为自己的名字。该字現常類推简化为“䶮”字。
在近代东亚各国進行漢字整理以來，大部分则天文字已极少在日常生活中使用。然而1980年代后，在中国大陆以曌、龑等字取名的现象又有所增加。
Unicode 3.1新增的中日韩统一表意文字扩展区B收录了大部分则天文字，而其中的“〇”早已作为标点符号单独收录于Unicode 1.0里面的中日韩符号和标点区块。

### 引用
1. ↑   潘吉星. . 科学通报. 1997, 42 (10): 1009–1028.
2. ↑  从两《唐书·则天后本纪》和《资治通鉴》，《唐会要·帝号上·中宗》作「二月初五」（3月4日），误。
3. ↑  s:新唐書/卷076
4. ↑  「圣母神皇」简称「神皇」，是武则天称帝前所加的尊号，实际身份仍是大唐的皇太后。
5. ↑  权若讷上奏恢复则天文字之事见清代洪迈所著《容斋随笔·容斋续笔》。
6. ↑  唐文宗颁诏废除则天文字之事见北宋王钦若等所编《册府元龟》。
7. ↑  《新唐书·妃传上·则天武皇后传》：“太后自名曌，改诏书为书。”又《资治通鉴·唐纪二十·则天顺圣皇后天授元年》：“太后自名‘曌’，改诏曰制。”
8. ↑  《字汇》：“同‘照’。”按《正字通》：“唐武后自制十九字，以‘瞾’为名，与‘照’音义同，从明，非从二目也。后讹为‘曌’。”《字汇》改作“瞾”，《字汇补》又作“曌”，并非。
9. ↑  《字汇补》：“同‘天’，武后制。”
10. ↑  《汉语大字典》：“同‘天’，唐武则天所造字。”
11. ↑  《玉篇》：“古‘地’字。《前汉·赵充国传》：‘令不得归肥绕之埊。’”按《类篇》谓唐武后作埊，非。又赵与时《宾退录·五》：“武改易新字，如以山水土为地，千千万万为年，永主久王为证，长正主为圣。”
12. ↑   《集韵》：“入质切，同‘日’。《说文》：‘实也，太阳之精不亏，从囗，一象形。’唐武后作𡆠。”
13. ↑  《集韵》：“鱼厥切，音‘刖’，与‘月’同，武后所作。”
14. ↑  中研院歷史語言研究所歷史文物陳列館. . museum.sinica.edu.tw.   [2021-06-25]. （原始内容存档于2021-08-26） （中文（臺灣））.
15. ↑  《字汇补》：“与‘月’同，武则天制。”见《大周泰山碑》。
16. ↑  《新唐书·妃传上·则天武皇传》：“载初中，又享万象神宫，以太穆、文德二皇配皇地祇，引周忠孝太后从配。作……、〇、……，十又二文。”按《说文解字》：“曐，万物之精。上为列星。从晶，生声。一曰象形，从〇。”
17. 1 2  王三庆，论武后新字的创制与兴废兼论文字的正俗问题，成大中文学报. 2005-12, (13).
18. ↑  《新唐书·妃传上·则天武皇传》：“载初中，又享万象神宫，以太穆、文德二皇配皇地祇，引周忠孝太后从配。作……、𠁈、……，十又二文。”
19. ↑  《字汇补》：“唐武后所制‘君’字。”
20. ↑   《字汇补》：“古文‘臣’字。”
21. ↑  《新唐书·妃传上·则天武皇传》：“载初中，又享万象神宫，以太穆、文德二皇配皇地祇，引周忠孝太后从配。作……、𠀺、……，十又二文。”
22. ↑  《汉语大字典》：“同‘载’，唐武则天所造字。”
23. ↑  《新唐书·妃传上·则天武皇传》：“载初中，又享万象神宫，以太穆、文德二皇配皇地祇，引周忠孝太后从配。作……、𠧋、……，十又二文。”
24. ↑  《字汇补》：“武则天所制‘初’字。”
25. ↑  . 字海网（叶典网）.   [2021-01-26]. （原始内容存档于2021-02-05）.
26. ↑  赵与时《宾退录·五》：“武改易新字，如以山水土为地，千千万万为年，永主久王为证，长正主为圣。”
27. ↑  与“年”同，武则天制，见《大周泰山碑》。
28. ↑  《字汇补》：“武后所制‘正’字。”
29. ↑  《集韵》：“承呪切，音‘授’，付也。又姓出《姓苑》。”《字汇》：“唐武后改‘授’作‘’。”
30. ↑  《集韵》：“授，或作‘’，唐武后改‘授’作‘’。”
31. ↑  《金石文字辨异》：“武后改易新字，以永主久王为证。”又赵与时《宾退录·五》：“武改易新字，如以山水土为地，千千万万为年，永主久王为证，长正主为圣。”
32. ↑  《集韵》：“证，唐武后作‘’。”
33. ↑  《字汇补》：“武则天所制‘圣’字。”见《大周泰山碑》。又赵与时《宾退录·五》：“武改易新字，如以山水土为地，千千万万为年，永主久王为证，长正主为圣。”
34. ↑  《玉篇》：“古文‘国’字。”唐武后所作。《正字通》：“唐武后时，有言‘国’中‘或’者，惑也，请以‘武’镇之，又有言武在囗中，与困何异，复改为圀。”
35. ↑  《字汇补》：“与‘人’同，唐武后制。”
36. ↑  《字汇补》：“与‘幼’同，武则天制。”
37. ↑  《宣和书谱》卷一：“（武后）增减前人笔画，自我作古，为十九字，曰：……𠤵。”
38. ↑  《字汇补》：“同‘应’，唐武后制。”见《大周泰山碑》。
39. ↑  雷家骥, 《武则天传》，人民出版社, 2001年11月第1版ISBN 7-01-003453-2
40. ↑  见《太平御览》引《唐书》：“则天皇后武氏讳明空。”
41. ↑  《全唐文·代皇太子上食表》：“臣某言：伏见臣妹太平公主妾李令月嘉辰，降嫔公族。诗人之作，下嫁於诸侯；易象之兴，中行於归妹。又臣铜楼再惕，常荷荫於中慈；金屋相惊，忽承恩於内辅。周官典瑞，旁稽聘女之仪；晋朝加玺，兼采纳妃之制。圣怀感尉，皇泽?濡，愿垂扶木之光，俯遂甘芹之请。谨上礼食若干举如列。尊师四学，虽有谢於温文；问竖三朝，窃无违於视膳。谨遣某奉表以闻。”
42. ↑  见《大明宫词》剧本第十集。
43. ↑  《太平广记·幽州人》
44. ↑  见1999年版的《辞海·缩影本》。

### 书目
- 《传奇太之武则天》，黄正建（中国社会科学院研究员）
- 《武则天私秘生活全记录》，司马路人，中国戏剧出版社
- （日語），王维坤（中国西北大学教授），收录在（ISBN 4311300352）中的第81页到94页
- （日語），笹原宏之，1987年